# Femme nue couchée (Courbet)
Femme nue couchée est un tableau peint en 1862-1863 par Gustave Courbet. Longtemps considéré comme perdu, il est réapparu en 2000 sur le marché de l'art.

## Description
L'huile sur toile mesure 75 × 97 cm et représente une jeune femme, aux longs cheveux noirs et en partie nue, allongée sur un support indéterminé recouvert d'une étoffe de couleur lilas foncé, qui est la même étoffe que celle des rideaux qui dominent la scène. La tête du modèle qui garde les yeux fermés repose sur une étole blanche, et est tournée vers la fenêtre par laquelle on peut voir que le jour commence ou au contraire se termine. Le modèle a gardé ses bas blancs ; sur le haut de sa jambe droite, encore chaussée, on distingue une jarretière verte. À son oreille droite, pend une boucle sombre.

## Histoire du tableau
Cette toile a été peinte par Courbet lors de son séjour en Saintonge, à Saintes, entre mai 1862 et mai 1863, mais l'artiste y travaille plus intensément vers la fin de l'été 1862, quand le peintre résidait avec Étienne Baudry (1830-1908), le premier acquéreur, auteur du Camp des bourgeois en 1868 et que Courbet illustra. 
Courbet revisite ici un thème de tradition renaissante, dont les archétypes sont sans doute la Vénus endormie de Giorgione et la Vénus d'Urbin du Titien. Cependant, Julius Meier-Graefe, dès 1908, y voit une influence plus proche, celle de La Maja nue de Francisco Goya. Le sommeil de la femme, territoire de l'abandon, est également un motif récurrent chez le peintre. On peut comparer cette toile à celle d'Édouard Manet, Olympia, exécutée quelques mois plus tard, à la fois plus réservée, elliptique et habitée.

### Un tableau disparu puis retrouvé
Le premier acquéreur du tableau est Étienne Baudry qui le possède jusqu'en 1878. Puis il passe à Drouot en 1899 par le biais de Maurice Lippmann, directeur des manufactures de Saint-Étienne, et sous le titre de Lassitude. C'est Alexandre Berthier, 3e prince de Wagram, qui l'acquiert. Il est revendu au baron Herzog (Budapest). Puis la toile passe au collectionneur hongrois Marcell Nemes, lequel la revend, via la Galerie Manzi-Joyan, succ. Goupil (Paris), le 18 juin 1913 à la galerie de Bruno Cassirer (Berlin). En 1927, le collectionneur et peintre François de Hatvany l'achète puis l'expose dans l'un de ses palais, celui de la rue Unyadi János Utea (Pest). Par jeu, le baron en fait faire une copie.
Le tableau est ensuite placé en sécurité à la Banque hongroise de commerce à Pest durant la Seconde Guerre mondiale. En 1945, l'Armée soviétique (et non les nazis) s'empare du tableau, qui disparaît. En 2000, la toile réapparaît sur le marché de l'art : d'abord, une offre est faite au musée des beaux-arts de Budapest par un intermédiaire slovaque originaire de Bratislava, mais la Commission for Art Recovery (CAR), chargée de veiller aux biens spoliés durant la dernière guerre, intervient, dans la mesure où le vendeur a simplement déclaré qu'il avait reçu ce tableau de la part d'un officier russe en échange de soins. Quatre ans plus tard, Interpol, qui avait été saisi par la CAR, réussit à négocier l'achat de la toile en échange de 300 000 dollars pour le compte des héritiers Hatvany.
La toile a été montrée durant la grande exposition Courbet au Grand-Palais à Paris en 2007, elle n'avait pas été exposée depuis les années 1930.
Le 9 novembre 2015, Femme nue couchée est vendue aux enchères par les héritiers Hatvany chez Christie's New York pour la somme de 15,3 millions de dollars, déboursés par le milliardaire chinois Liu Yiqian.